# 奈茨費里 (加利福尼亞州)
奈茨費里（英語：Knights Ferry）是位於美國加利福尼亞州斯坦尼斯洛斯縣的一個非建制地區。該地的面積和人口皆未知。

## 地理
奈茨費里的座標為37°49′11″N 120°39′52″W / 37.81972°N 120.66444°W，而該地的平均海拔高度為101米（即330英尺）。